# عصمة الدين خاتون
عصمة الدين خاتون هي ابنة معين الدين أنر حاكم دمشق, وتزوجت من نور الدين زنكي سنة 1147م. ثم بعد وفاته تزوجت من صلاح الدين الأيوبي سنة 1176م.
وأصبح والدها حاكم دمشق في 1138، وحكمت في المدينة بالنيابة عن سلسلة من الأمراء الشباب من سلالة بوريون. خلال هذا الوقت، كان لدمشق منافس كبير في الشمال في حلب والموصل ، وهذه الولايات كانت تحت حكم عماد الدين زنكي. وقد حافظت دمشق على تحالفها مع مملكة بيت المقدس، ولكن في 1147،
تزوجت عصمة الدين من نورالدين زنكي كجزء من تحالف. اضطر في العام التالي إلى الاعتراف بنور الدين بعد الحملة الصليبية الثانية التي حاصرت دمشق ،، الذي جاء لإنقاذ بلده ضد الصليبيين. توفي والد عصمت الدين خاتون الإعلانية في 1149 وتمكن زوجها من السيطرة الكاملة على دمشق 1154.
تزوجها صلاح الدين سنة 1176 بعد أن أعلن نفسه وصيا على العرش في دمشق. ثم أعلن نفسه سلطان على كل من الشام ومصر. توفيت في 26يناير سنة 1186 وقد أخفي خبر وفاتها عن صلاح الدين لمدة ثلاث أشهر.